# Dichagyris paisa
Dichagyris paisa är en fjärilsart som beskrevs av Brandt 1938. Dichagyris paisa ingår i släktet Dichagyris och familjen nattflyn. Inga underarter finns listade i Catalogue of Life.